# Sheldon Riley
Sheldon Hernandez (Sídney, 14 de marzo de 1999), conocido artísticamente como Sheldon Riley, es un cantante australiano.
Representó a Australia en el Festival de la Canción de Eurovisión 2022 con la canción Not the Same.

## Biografía
Nacido en Australia de padre filipino y madre australiana, Sheldon Riley saltó a la fama en 2018 con su participación en la séptima edición de la versión nacional del concurso de talentos musical The Voice, donde terminó en tercera posición en la final. A partir del mismo año, comenzó a lanzar versiones de canciones y música original.
En noviembre de 2021, fue anunciado como uno de los once participantes de Eurovisión: Australia Decides 2022, la selección del representante de Australia en el Festival de la Canción de Eurovisión, donde interpretó el tema Not the Same. En el programa, que tuvo lugar el 26 de febrero, el cantante finalizó en 2.º lugar tanto en la votación del jurado como en la del público, obteniendo, sin embargo, los puntos suficientes para proclamarse vencedor y, por tanto, representante de su país en Eurovisión en Turín.

## Vida personal
Estuvo en La Voz de Australia.

## Discografía

### Sencillos
- 2018 – Fire
- 2020 – More Than I
- 2021 – Left Broken
- 2021 – Again
- 2022 – Not the Same